# Stereospermum kunthianum
Stereospermum kunthianum là một loài thực vật có hoa trong họ Chùm ớt. Loài này được Cham. miêu tả khoa học đầu tiên năm 1832.